# Iris kolpakowskiana
Iris kolpakowskiana är en irisväxtart som beskrevs av Eduard von Regel. Iris kolpakowskiana ingår i irissläktet som ingår i familjen irisväxter. Inga underarter finns listade i Catalogue of Life.
Artens utbredningsområde är i Centralasien.